# Grandin (Missouri)
Grandin é uma cidade localizada no estado americano de Missouri, no Condado de Carter.

## Demografia
Segundo o censo americano de 2000, a sua população era de 236 habitantes.
Em 2006, foi estimada uma população de 238, um aumento de 2 (0.8%).

## Geografia
De acordo com o United States Census Bureau tem uma área de
1,0 km², dos quais 1,0 km² cobertos por terra e 0,0 km² cobertos por água. Grandin localiza-se a aproximadamente 179 m acima do nível do mar.

## Localidades na vizinhança
O diagrama seguinte representa as localidades num raio de 32 km ao redor de Grandin.